# إل أيه آر-160
إل أيه آر-160 (بالإنجليزية: LAR-160) هو نظام مدفعية صاروخية خفيف بعيار 160 ملم، يُطلق من راجمة صواريخ متعددة، ويتراوح مداه بين 12 و45 كيلومترًا. تُزوَّد الراجمة القياسية بحاويتين إطلاق (LPC) تحتوي كل منهما على 13 صاروخًا، وتُركّب على شاحنات أو مقطورات. وتوجد نسخ أخرى تضم 18 صاروخًا للمركبات المدرعة المتوسطة مثل AMX-13 وTAM، ونسخة تحتوي على 26 صاروخًا تُركب على هيكل دبابة قتال رئيسية. كما تُنتج نسخة خفيفة يمكن حملها بالمروحيات أو سحبها خلف مركبات مثل هامفي.

## التطوير
طُوّر النظام في أواخر سبعينيات القرن العشرين على يد الصناعات العسكرية الإسرائيلية، ودخل الخدمة في قوات الدفاع الإسرائيلية عام 1983.

## التسليح
خضع صاروخ LAR-160 لعدة مراحل تطوير، نتج عنها ثلاثة طرازات رئيسية: Mk.I، Mk.II، وMk.IV.

### الصاروخ Mk.I
يبلغ طول هذا الطراز 3.4 متر وقطره 160 ملم، ويعمل بالوقود الصلب. يصل وزنه إلى 100 كغ، ويحمل رأسًا حربيًا من نوع HE-COFRAM (شظايا موجهة شديدة الانفجار) بوزن 40 كغ، ويُفعَّل بواسطة صاعق تصادمي أو تقاربي. استُخدم لأول مرة من قبل الجيش الفنزويلي على هيكل دبابة AMX-13.

### الصاروخ Mk.II
يزن هذا الطراز 110 كغ، ويحتوي على رأس حربي بوزن 46 كغ إما من نوع HE-COFRAM، أو رأس عنقودي يضم 104 ذخائر فرعية من طراز CL-3022-S4 مضادة للأفراد والمركبات. يُضبط الصاعق إلكترونيًا ليُفتح على ارتفاع مناسب لتغطية مساحة تقارب 31,400 متر مربع.
تستطيع المنصة إطلاق الصواريخ الـ26 دفعة واحدة في أقل من 60 ثانية، ويُعاد تزويدها خلال أقل من خمس دقائق باستخدام شاحنة مزودة برافعة بسعة 15 طن/متر.

## منصة الإطلاق

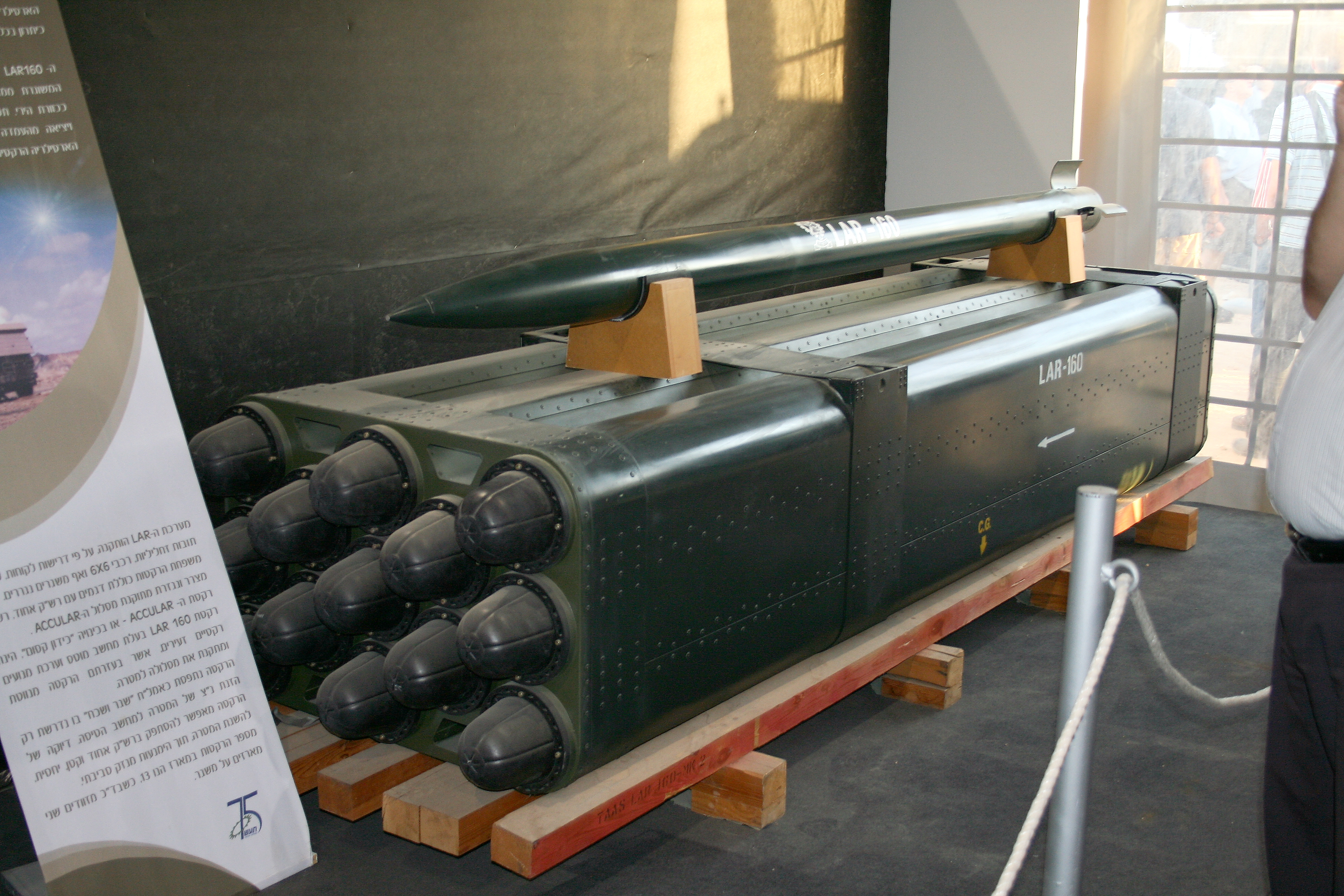
راجمة LAR-160 مفصولة

يتضمن النظام منظومة متقدمة للقيادة والسيطرة والاتصالات والاستخبارات تُعرف باسم ACCS، وتتكامل بشكل كامل مع وحدات المدفعية الأخرى، بما في ذلك وحدات الأرصاد الجوية، والمراقبون الأماميون، وخرائط GPS، وغيرها. تتم عملية رفع وتوجيه المنصات بواسطة نظام كهرومائي، مدعوم بنظام يدوي احتياطي. وعند تركيب النظام على هيكل بعجلات، تُنشر دعامات هيدروليكية لتوفير ثبات إضافي أثناء الإطلاق.

## تاريخ الاستخدام
استُخدم النظام على نطاق واسع من قبل الجيش الجورجي ضد القوات المسلحة الروسية وقوات أوسيتيا الجنوبية خلال الحرب الروسية الجورجية عام 2008، وأثبت فعالية كبيرة ضد الأهداف الثابتة والأرتال العسكرية، إذ نُسبت له مسؤولية تدمير عدد من الشاحنات الروسية وتعطيل مركبات مدرعة.تستخدم رومانيا نسخة محلية تُعرف باسم LAROM، بينما تعتمد الأرجنتين نسخة محلية تُعرف بـTAM VCLC. في عام 2016، أفادت منظمة HALO Trust بأن أذربيجان استخدمت صواريخ LAR-160 لإسقاط قنابل عنقودية من طراز M095 على مناطق مأهولة بالأرمن في ناغورنو قره باغ خلال اشتباكات أرمينيا وأذربيجان 2016. وفي أكتوبر 2020، أكدت منظمة هيومن رايتس ووتش استخدام أذربيجان المتكرر لصواريخ LAR-160 لإسقاط ذخائر عنقودية على مناطق سكنية في ناغورنو قره باغ.

## المشغلون

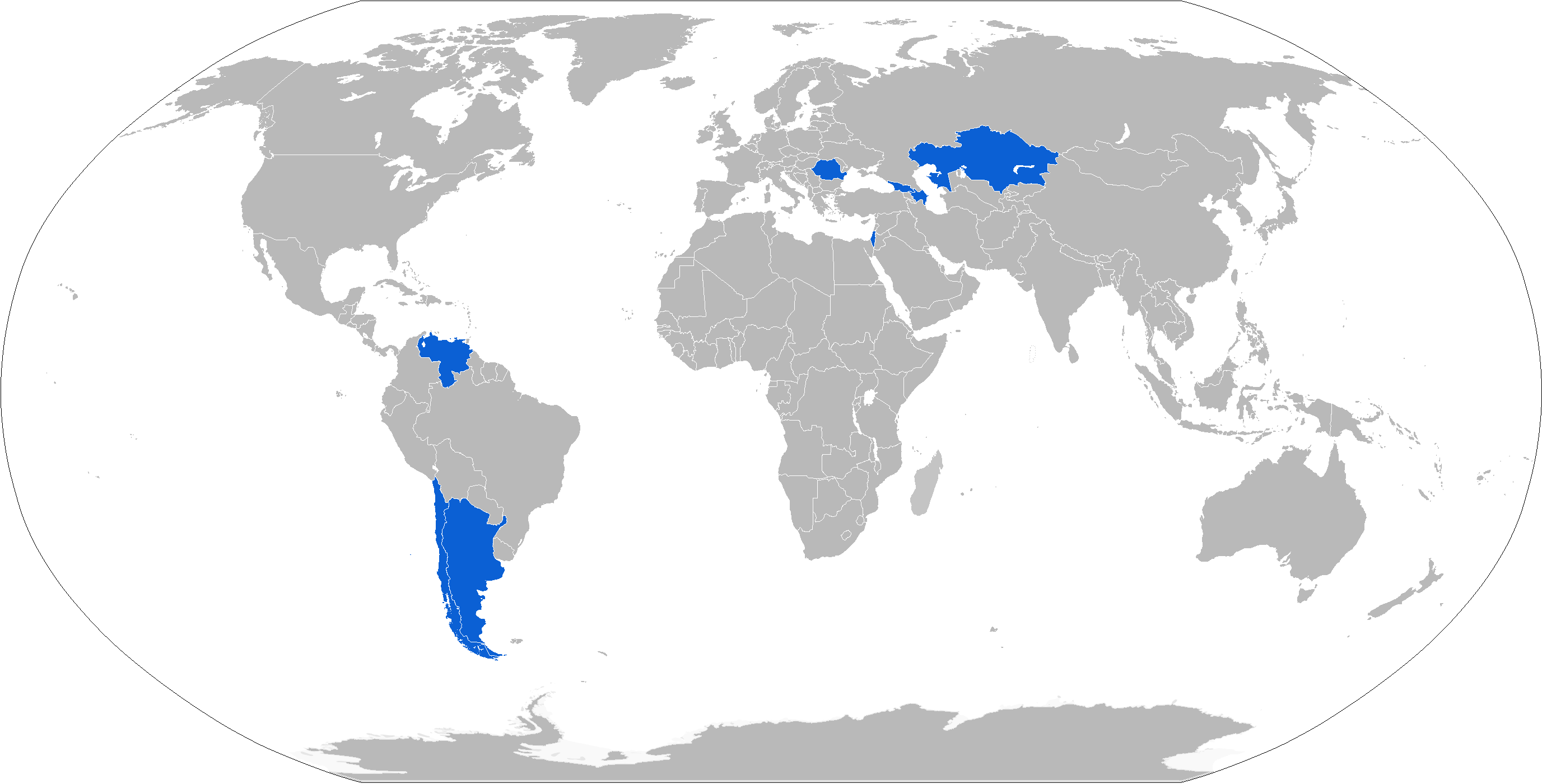
خريطة بالدول المشغّلة لنظام LAR-160 باللون الأزرق

- الأرجنتين – وحدة واحدة (نسخة TAM VCLC)
- أذربيجان – 30 وحدة[6]
- تشيلي – 10 وحدات
- جورجيا – 12 وحدة تم تسليمها من إسرائيل عام 2007[7]
- إسرائيل – (نسخة ACCULAR-122 على منصة MLRS)
- كازاخستان
- رومانيا – (نسخة LAROM)
- فنزويلا – 20 وحدة (مركبة على هيكل أيه أم أكس-13)

## روابط خارجية
- صفحة LAR-160 على موقع IMI نسخة محفوظة 2015-03-21 على موقع واي باك مشين.
- صفحة مركبة LYNX على موقع IMI نسخة محفوظة 2011-06-12 على موقع واي باك مشين.